# International Football Cup 1966/67
Der 6. und letzte Wettbewerb um den International Football Cup (IFC) wurde zwischen Juni 1966 und Mai 1967 durchgeführt. Folgende elf europäische Fußballverbände hatten daran teilgenommen:
| - Belgien - BR Deutschland - DDR - Frankreich | - Italien - Jugoslawien - Niederlande - Polen | - Schweden - Schweiz - Tschechoslowakei |

Nachdem sich im Vorjahr nur acht Verbände beteiligt hatten, fand der IFC mit den hinzugestoßenen Verbänden aus Belgien, Frankreich und Italien und mit nun 40 beteiligten Mannschaften diesmal wieder ein größeres Interesse. Die letzte Auflage dieses Wettbewerbs wurde von Eintracht Frankfurt gewonnen. Als letzter Gewinner des Wettbewerbs durfte die Eintracht die Trophäe der Internationalen Fußballmeisterschaft für immer behalten.

## Vorbemerkungen
Wie üblich wurden die Vorrunde, das Viertel- und das Halbfinale mit Hin- und Rückspielen ausgetragen. Es waren zwei Abteilungen gebildet worden, Abteilung A war in vier Gruppen und Abteilung B in sechs Gruppen gegliedert, in denen jeweils vier Mannschaften spielten. Eine regionale Aufteilung wie im Vorjahr gab es diesmal nicht, sodass es wieder zu Duellen DFB gegen DFV kam. Die Gruppensieger kamen jeweils eine Runde weiter. Da mit Gornik Zabrze und Vorwärts Berlin zwei Gruppensieger für den Europapokal der Landesmeister qualifiziert waren, mussten sie IFC-Regularien gemäß aus dem Wettbewerb ausscheiden. Damit kam es mit den verbliebenen acht Mannschaften zu einem regelgerechten Viertelfinale. Der Pokalsieger wurde traditionsgemäß nach dem Halbfinale in zwei Endspielen ermittelt. Mit Eintracht Frankfurt gewann erneut eine deutsche Mannschaft den Pokal. Da die UEFA mittlerweile mit Meister-, Pokalsieger- und Messepokal neben dem IFC drei weitere Wettbewerbe veranstaltete, gerieten die beteiligten Verbände zunehmend in terminliche Schwierigkeiten. Deshalb wurde anstelle des IFC zur Saison 1967/68 der neue Intertoto Cup aus der Taufe gehoben, der nur noch in Gruppenspielen ausgetragen wurde, ohne das ein Gesamtsieger ermittelt wurde.
Für den Wettbewerb 1966/67 hatte der DFB folgende fünf Mannschaften nominiert:
- Eintracht Frankfurt (7. der Bundesliga 1965/66)
- Eintracht Braunschweig (10.)
- 1. FC Kaiserslautern (15.)
- Karlsruher SC (16.)
- Borussia Neunkirchen (17.)

Der DVF trat ebenfalls mit fünf Mannschaften an:
- FC Vorwärts Berlin (1. der Oberliga 1965/66)
- FC Carl Zeiss Jena (2.)
- 1. FC Lokomotive Leipzig (3.)
- Hansa Rostock (4.)
- Dynamo Dresden (5.)

## Gruppenphase
(29. Mai – 23. Juli 1966)

### Gruppe A1
| Pl. | Verein               | Sp. | S | U | N | Tore    | Diff. | Punkte |
| --- | -------------------- | --- | - | - | - | ------- | ----- | ------ |
| 1.  | Eintracht Frankfurt  | 6   | 5 | 0 | 1 | 015:900 | +6    | 10:20  |
| 2.  | Lanerossi Vicenza    | 6   | 2 | 1 | 3 | 010:110 | −1    | 05:70  |
| 3.  | Feijenoord Rotterdam | 5   | 2 | 0 | 3 | 008:900 | −1    | 04:60  |
| 4.  | FC La Chaux-de-Fonds | 5   | 1 | 1 | 3 | 010:140 | −4    | 03:70  |

|                      | Deutschland Bundesrepublik | Italien | Niederlande | Schweiz |
| -------------------- | -------------------------- | ------- | ----------- | ------- |
| Eintracht Frankfurt  |                            | 1:5     | 2:0         | 3:1     |
| Lanerossi Vicenza    | 0:1                        |         | 2:1         | 2:2     |
| Feijenoord Rotterdam | 1:4                        | 2:0     |             | 4:1     |
| FC La Chaux-de-Fonds | 2:4                        | 4:1     | *           |         |

*Das Spiel FC La Chaux-de-Fonds – Feijenoord Rotterdam wurde, beim Stande von 1:2, wegen Nebels abgebrochen.

### Gruppe A2
| Pl. | Verein           | Sp. | S | U | N | Tore    | Diff. | Punkte |
| --- | ---------------- | --- | - | - | - | ------- | ----- | ------ |
| 1.  | DWS Amsterdam    | 6   | 6 | 0 | 0 | 017:700 | +10   | 12:0   |
| 2.  | Atalanta Bergamo | 6   | 3 | 0 | 3 | 014:700 | +7    | 06:60  |
| 3.  | FC Grenchen      | 6   | 2 | 0 | 4 | 014:200 | −6    | 04:80  |
| 4.  | Racing Straßburg | 6   | 1 | 0 | 5 | 009:200 | −11   | 02:10  |

|                  | Niederlande | Italien | Schweiz | Frankreich |
| ---------------- | ----------- | ------- | ------- | ---------- |
| DWS Amsterdam    |             | 1:0     | 4:2     | 4:1        |
| Atalanta Bergamo | 0:1         |         | 4:0     | 6:1        |
| FC Grenchen      | 3:5         | 3:2     |         | 4:2        |
| Racing Straßburg | 1:2         | 1:2     | 3:2     |            |

### Gruppe A3
| Pl. | Verein            | Sp. | S | U | N | Tore    | Diff. | Punkte |
| --- | ----------------- | --- | - | - | - | ------- | ----- | ------ |
| 1.  | Go Ahead Deventer | 6   | 6 | 0 | 0 | 024:800 | +16   | 12:0   |
| 2.  | US Foggia         | 6   | 4 | 0 | 2 | 006:300 | +3    | 08:40  |
| 3.  | FC Tilleur        | 6   | 2 | 0 | 4 | 010:130 | −3    | 04:80  |
| 4.  | FC Sion           | 6   | 0 | 0 | 6 | 006:220 | −16   | 0:12   |

|                   | Niederlande | Italien | Belgien | Schweiz |
| ----------------- | ----------- | ------- | ------- | ------- |
| Go Ahead Deventer |             | 2:0     | 3:2     | 6:4     |
| US Foggia         | 0:1         |         | 1:0     | 3:0     |
| FC Tilleur        | 0:8         | 0:1     |         | 6:0     |
| FC Sion           | 2:4         | 0:1     | 0:2     |         |

### Gruppe A4
| Pl. | Verein       | Sp. | S | U | N | Tore    | Diff. | Punkte |
| --- | ------------ | --- | - | - | - | ------- | ----- | ------ |
| 1.  | ADO Den Haag | 6   | 5 | 1 | 0 | 016:800 | +8    | 11:10  |
| 2.  | AC Brescia   | 6   | 3 | 1 | 2 | 009:500 | +4    | 07:50  |
| 3.  | RFC Lüttich  | 6   | 3 | 0 | 3 | 013:600 | +7    | 06:60  |
| 4.  | FC Biel      | 6   | 0 | 0 | 6 | 007:260 | −19   | 0:12   |

|              | Niederlande | Italien | Belgien | Schweiz |
| ------------ | ----------- | ------- | ------- | ------- |
| ADO Den Haag |             | 2:0     | 2:1     | 4:2     |
| AC Brescia   | 1:1         |         | 1:0     | 3:1     |
| RFC Lüttich  | 1:2         | 1:0     |         | 7:0     |
| FC Biel      | 3:5         | 0:4     | 1:3     |         |

### Gruppe B1
| Pl. | Verein                | Sp. | S | U | N | Tore    | Diff. | Punkte |
| --- | --------------------- | --- | - | - | - | ------- | ----- | ------ |
| 1.  | Zagłębie Sosnowiec    | 6   | 5 | 0 | 1 | 014:700 | +7    | 10:20  |
| 2.  | Karlsruher SC         | 6   | 3 | 0 | 3 | 008:700 | +1    | 06:60  |
| 3.  | Hansa Rostock         | 6   | 3 | 0 | 3 | 013:130 | ±0    | 06:60  |
| 4.  | NK Olimpija Ljubljana | 6   | 1 | 0 | 5 | 007:150 | −8    | 02:10  |

|                       | Polen 1944 | Deutschland Bundesrepublik | Deutschland Demokratische Republik 1949 | Jugoslawien Sozialistische Föderative Republik |
| --------------------- | ---------- | -------------------------- | --------------------------------------- | ---------------------------------------------- |
| Zagłębie Sosnowiec    |            | 2:1                        | 6:2                                     | 2:1                                            |
| Karlsruher SC         | 0:1        |                            | 2:1                                     | 2:1                                            |
| Hansa Rostock         | 3:0        | 0:2                        |                                         | 3:0                                            |
| NK Olimpija Ljubljana | 0:3        | 2:1                        | 3:4                                     |                                                |

### Gruppe B2
| Pl. | Verein                   | Sp. | S | U | N | Tore    | Diff. | Punkte |
| --- | ------------------------ | --- | - | - | - | ------- | ----- | ------ |
| 1.  | IFK Göteborg             | 6   | 4 | 1 | 1 | 013:140 | −1    | 09:30  |
| 2.  | Szombierki Bytom         | 6   | 3 | 0 | 3 | 017:900 | +8    | 06:60  |
| 3.  | 1. FC Lokomotive Leipzig | 6   | 2 | 2 | 2 | 008:800 | ±0    | 06:60  |
| 4.  | Sklo Union Teplice       | 6   | 1 | 1 | 4 | 006:130 | −7    | 03:90  |

|                          | Schweden | Polen 1944 | Deutschland Demokratische Republik 1949 | Tschechoslowakei |
| ------------------------ | -------- | ---------- | --------------------------------------- | ---------------- |
| IFK Göteborg             |          | 4:0        | 2:2                                     | 2:1              |
| Szombierki Bytom         | 8:0      |            | 1:2                                     | 5:1              |
| 1. FC Lokomotive Leipzig | 1:2      | 2:1        |                                         | 1:1              |
| Sklo Union Teplice       | 2:3      | 0:2        | 1:0                                     |                  |

### Gruppe B3
| Pl. | Verein                 | Sp. | S | U | N | Tore    | Diff. | Punkte |
| --- | ---------------------- | --- | - | - | - | ------- | ----- | ------ |
| 1.  | Górnik Zabrze          | 6   | 4 | 1 | 1 | 017:100 | +7    | 09:30  |
| 2.  | Eintracht Braunschweig | 6   | 3 | 0 | 3 | 012:130 | −1    | 06:60  |
| 3.  | FC Carl Zeiss Jena     | 6   | 2 | 1 | 3 | 009:120 | −3    | 05:70  |
| 4.  | AIK Solna              | 6   | 1 | 2 | 3 | 007:100 | −3    | 04:80  |

|                        | Polen 1944 | Deutschland Bundesrepublik | Deutschland Demokratische Republik 1949 | Schweden |
| ---------------------- | ---------- | -------------------------- | --------------------------------------- | -------- |
| Górnik Zabrze          |            | 2:4                        | 2:0                                     | 3:2      |
| Eintracht Braunschweig | 2:4        |                            | 2:3                                     | 1:0      |
| FC Carl Zeiss Jena     | 1:5        | 1:2                        |                                         | 4:1      |
| AIK Solna              | 1:1        | 3:1                        | 0:0                                     |          |

### Gruppe B4
| Pl. | Verein               | Sp. | S | U | N | Tore    | Diff. | Punkte |
| --- | -------------------- | --- | - | - | - | ------- | ----- | ------ |
| 1.  | Inter Bratislava     | 6   | 4 | 0 | 2 | 018:100 | +8    | 08:40  |
| 2.  | Wisła Krakau         | 6   | 3 | 1 | 2 | 013:100 | +3    | 07:50  |
| 3.  | Malmö FF             | 6   | 2 | 1 | 3 | 009:130 | −4    | 05:70  |
| 4.  | 1. FC Kaiserslautern | 6   | 2 | 0 | 4 | 012:190 | −7    | 04:80  |

|                      | Tschechoslowakei | Polen 1944 | Schweden | Deutschland Bundesrepublik |
| -------------------- | ---------------- | ---------- | -------- | -------------------------- |
| Inter Bratislava     |                  | 3:0        | 4:0      | 5:2                        |
| Wisła Krakau         | 3:2              |            | 4:0      | 1:2                        |
| Malmö FF             | 1:2              | 1:1        |          | 4:0                        |
| 1. FC Kaiserslautern | 4:2              | 2:4        | 2:3      |                            |

### Gruppe B5
| Pl. | Verein               | Sp. | S | U | N | Tore    | Diff. | Punkte |
| --- | -------------------- | --- | - | - | - | ------- | ----- | ------ |
| 1.  | FC Vorwärts Berlin   | 6   | 5 | 0 | 1 | 013:800 | +5    | 10:20  |
| 2.  | VSS Kosice           | 6   | 3 | 1 | 2 | 012:110 | +1    | 07:50  |
| 3.  | IF Elfsborg          | 6   | 3 | 0 | 3 | 010:800 | +2    | 06:60  |
| 4.  | Borussia Neunkirchen | 6   | 0 | 1 | 5 | 006:140 | −8    | 01:11  |

|                      | Deutschland Demokratische Republik 1949 | Tschechoslowakei | Schweden | Deutschland Bundesrepublik |
| -------------------- | --------------------------------------- | ---------------- | -------- | -------------------------- |
| FC Vorwärts Berlin   |                                         | 3:1              | 2:0      | 2:1                        |
| VSS Kosice           | 4:0                                     |                  | 3:0      | 2:0                        |
| IF Elfsborg          | 0:2                                     | 6:0              |          | 1:0                        |
| Borussia Neunkirchen | 2:4                                     | 2:2              | 1:3      |                            |

### Gruppe B6
| Pl. | Verein                 | Sp. | S | U | N | Tore    | Diff. | Punkte |
| --- | ---------------------- | --- | - | - | - | ------- | ----- | ------ |
| 1.  | IFK Norrköping         | 6   | 4 | 0 | 2 | 017:100 | +7    | 08:40  |
| 2.  | Dynamo Dresden         | 6   | 3 | 1 | 2 | 013:700 | +6    | 07:50  |
| 3.  | Polonia Bytom          | 6   | 1 | 3 | 2 | 005:130 | −8    | 05:70  |
| 4.  | Spartak Hradec Králové | 6   | 1 | 2 | 3 | 003:800 | −5    | 04:80  |

|                        | Schweden | Deutschland Demokratische Republik 1949 | Polen 1944 | Tschechoslowakei |
| ---------------------- | -------- | --------------------------------------- | ---------- | ---------------- |
| IFK Norrköping         |          | 4:1                                     | 5:1        | 2:0              |
| Dynamo Dresden         | 3:1      |                                         | 7:1        | 2:0              |
| Polonia Bytom          | 3:1      | 0:0                                     |            | 0:0              |
| Spartak Hradec Králové | 2:4      | 1:0                                     | 0:0        |                  |

## Viertelfinale
Durch eine UEFA-Regel dürfen Klubs, die in den UEFA-Wettbewerben (Europapokal der Landesmeister; Europapokal der Pokalsieger) teilnahmen, an keinem anderen Turnier teilnehmen, das die Sommerpause überschritt. Aus diesem Grund schieden Górnik Zabrze und FC Vorwärts Berlin aus dem Wettbewerb aus.
(13. September – 9. November 1966)
|                  | Gesamt |                     | Hinspiel | Rückspiel |
| ---------------- | ------ | ------------------- | -------- | --------- |
| IFK Norrköping   | 3:4    | Eintracht Frankfurt | 2:1      | 1:3       |
| ADO Den Haag     | 3:0    | IFK Göteborg        | 1:0      | 2:0       |
| Inter Bratislava | 4:3    | Go Ahead Deventer   | 3:0      | 1:3       |
| DWS Amsterdam    | 2:5    | Zagłębie Sosnowiec  | 2:2      | 0:3       |

## Halbfinale
(28. Februar – 28. März 1967)
|                    | Gesamt |                     | Hinspiel | Rückspiel |
| ------------------ | ------ | ------------------- | -------- | --------- |
| ADO Den Haag       | 2:4    | Inter Bratislava    | 1:0      | 1:3 n. V. |
| Zagłębie Sosnowiec | 5:7    | Eintracht Frankfurt | 4:1      | 1:6       |

## Finale
| Inter Bratislava                              | Inter Bratislava | Eintracht Frankfurt | Eintracht Frankfurt |
| --------------------------------------------- | --- | --- | ------------------- |
| Inter Bratislava                              | \| Finale (Hinspiel) \| \| 16. Mai 1967 in Bratislava (Štadión Pasienky) \| \| Ergebnis: 2:3 (2:1) \| \| Zuschauer: 4.000 \| \| Schiedsrichter: Huber ( Schweiz) \|                                                    | \| Finale (Hinspiel) \| \| 16. Mai 1967 in Bratislava (Štadión Pasienky) \| \| Ergebnis: 2:3 (2:1) \| \| Zuschauer: 4.000 \| \| Schiedsrichter: Huber ( Schweiz) \|                                           | Eintracht Frankfurt |
| Inter Bratislava                              | Peter Fülle – Ottmar Deutsch, Vladimír Weiss, Titus Buberník, Ivan Daňo – Pavol Molnár, Eduard Gáborík – Milan Levický, Mikuláš Krnáč, Anton Obložinský, Ján Ondrášek Cheftrainer: Ladislav Kačáni ( Tschechoslowakei) | Peter Kunter – Helmut Kraus, Dieter Lindner, Peter Blusch, Lothar Schämer – István Sztani, Jürgen Friedrich, Jürgen Grabowski, Ernst Abbé, Walter Bechtold, Oskar Lotz Cheftrainer: Elek Schwartz ( Rumänien) | Eintracht Frankfurt |
| Inter Bratislava                              | 1:0 Levický (10.) 2:1 Obložinský (27.) | 1:1 Friedrich (22.) 2:2 Blusch (63.) 2:3 Grabowski (66.) | Eintracht Frankfurt |
| Finale (Hinspiel)                             | | |                     |
| 16. Mai 1967 in Bratislava (Štadión Pasienky) | | |                     |
| Ergebnis: 2:3 (2:1)                           | | |                     |
| Zuschauer: 4.000                              | | |                     |
| Schiedsrichter: Huber ( Schweiz)              | | |                     |

| Eintracht Frankfurt                              | Eintracht Frankfurt | Inter Bratislava | Inter Bratislava |
| ------------------------------------------------ | --- | --- | ---------------- |
| Eintracht Frankfurt                              | \| Finale (Rückspiel) \| \| 17. Juni 1967 in Frankfurt am Main (Waldstadion) \| \| Ergebnis: 1:1 n. V. (0:1, 0:0) \| \| Zuschauer: 10.000 \| \| Schiedsrichter: Wim Schalks ( Niederlande) \|                                            | \| Finale (Rückspiel) \| \| 17. Juni 1967 in Frankfurt am Main (Waldstadion) \| \| Ergebnis: 1:1 n. V. (0:1, 0:0) \| \| Zuschauer: 10.000 \| \| Schiedsrichter: Wim Schalks ( Niederlande) \|                                              | Inter Bratislava |
| Eintracht Frankfurt                              | Peter Kunter – Helmut Kraus, Dieter Lindner, Jürgen Friedrich, Lothar Schämer – István Sztani, Wilhelm Huberts – Jürgen Grabowski, Siegfried Bronnert (46. Ernst Abbé), Wolfgang Solz, Oskar Lotz Cheftrainer: Elek Schwartz ( Rumänien) | Peter Fülle (41. Justin Javorek) – Milan Hrica, Vladimír Weiss, Ottmar Deutsch, Ivan Daňo – Eduard Gáborík, Titus Buberník – Milan Levický, Anton Obložinský, Mikuláš Krnáč, Ján Ondrášek Cheftrainer: Ladislav Kačáni ( Tschechoslowakei) | Inter Bratislava |
| Eintracht Frankfurt                              | 1:1 Solz (106.) | 0:1 Krnáč (65.) | Inter Bratislava |
| Finale (Rückspiel)                               | | |                  |
| 17. Juni 1967 in Frankfurt am Main (Waldstadion) | | |                  |
| Ergebnis: 1:1 n. V. (0:1, 0:0)                   | | |                  |
| Zuschauer: 10.000                                | | |                  |
| Schiedsrichter: Wim Schalks ( Niederlande)       | | |                  |